# Покровський історичний музей
Покровський історичний музе́й — культурний заклад, який відображає історію міста Покровська та Покровського району. Музей засновано у 1967 році як народний музей. У 1971 р. він отримав статус державного.

## Історія музею
Покровський історичний музей було створено у 1967 році, як народний історико-краєзнавчий музей. Ініціаторами створення стали краєзнавці-ентузіасти Коробко Тихон Володимирович, Надєєв Ілля Омелянович, Латинін Іван Гаврилович, Галіна Лідія Борисівна та інші. Вони ж були й першими екскурсоводами. Створені музейні експозиції висвітлювали події революції 1905 року, громадянської та Другої світової війни. Первісно музей розмістився в одній з найстаровинніших будівель міста (вул. Свердлова, 136 (зараз вул. Центральна)). Це був будинок Казарінова, власника Гродівського рудника на початку ХХ століття.
У 1971 році музей отримав статус державного і став відділом Донецького обласного краєзнавчого музею. У 1982 році музей розташувався у новому приміщенні за адресою: вул. Горького, 22 (зараз вул. Європейська) і займає площу 392м². Наказом Донецького обласного краєзнавчого музею № 46 від 11.07.1990 «Про змінення структури Костянтинівського та Красноармійського відділів» краєзнавчий музей було перейменовано у Красноармійський історичний музей.
З 1992 року відділ відокремився і було створено самостійний Красноармійський історичний музей. Це відбулося згідно з рішенням виконкому обласної Ради народних депутатів та наказу обласного Управління культури «Про створення самостійних державних музеїв».
У 2010 році рішенням міської ради Красноармійський історичний музей перейменовано в Комунальний заклад «Красноармійський історичний музей». З 2016 року заклад перейменовано у КЗ «Покровський історичний музей».

## Фонди музею
В музеї зберігається понад 15 тисяч музейних предметів, кожен з них має свою історичну та краєзнавчу цінність. Щорічно музей відвідує близько 15 тисяч екскурсантів, значна їх частина — учні та молодь. Відвідувачі мають змогу познайомитися з колекцією пам'ятників археології, які були знайдені в близько 300 курганах й 100 поселень різних часів. Це посуд, ритуальні предмети та кам'яні статуї, знаряддя праці, прикраси та амулети. Особливо цінними є місцеві знахідки часів зрубної культури (14-13 ст. до н. е.), що були знайдені при розкопках жрецького поховання біля с. Нововасилівка. Про неординарність Нововасилівського кургану свідчить посудина з орнаментом — піктограмою мапи зоряного неба з нанесеним на неї потижневим розкладом річного сонця серед зими та каміння із зображенням зоряного неба, яке призначалося для встановлення на давній вівтар.
Зал етнографії знайомить із зразками українського національного вбрання, побутовими речами, унікальними витворами декоративно-прикладного мистецтва кінця 19 початку 20 століття. Видне місце в музеї займають колекції прасок, самоварів, писанок та рушників, фронтових листівок, поштових карток.
Колекція фотографій відтворює тему голодомору в регіоні та інші історичні події 20-30-х років. На одному з фото розкуркулена селянка з малою дитиною тягне на санках нехитрий скарб. Інші фотографії розповідають про те, як селяни збирають мерзлу картоплю, розпродують майно «куркулів», отримують мізерну частку продуктів на трудодні. Фотографії з даної колекції увійшли до підручників історії, періодично з'являються на сторінках газет і журналів, відомі за межами країни. Автором колекції є Марко Микитович Залізняк, фотолітописець краю, який народився у 1893 р. в селі Сергіївка Покровського району. У 30-ті роки він мав можливість працювати з видатним українським істориком та етнографом Дмитром Івановичем Яворницьким. Матеріали архіву М. М. Залізняка поповнили фонди музею та стали основою документальних фільмів «Миті нашого життя», «Симфонія Донбасу», «Старий і новий Дніпро», «Голодомор» та інших.
Комплекс історичних матеріалів розповідає відвідувачам музею про те, як будувалось місто, перші підприємства, залізниця, як формувалось населення. Чільне місце відводиться розповіді про українського композитора Миколу Дмитровича Леонтовича, який перебував у Покровську, яке до 1934 року було селищем і мало назву Гришино. Тут, у Гришино, в 1904 році М. Д. Леонтович протягом 4 років працював учителем співів у залізничній школі, був регентом церковного хору, створив перший в Україні робітничий хор. В музеї експонуються особисті речі Леонтовича та спогади учасників хору. Частина експонатів розповідає про відомих земляків, учасників німецько-радянської війни, серед них видатний військовий полководець, двічі Герой Радянського Союзу, маршал Кирило Семенович Москаленко.

## Сучасність музею
Щороку музей поповнюється новими експонатами. Серед нових надходжень найціннішими є особистий молитовник поч. XX ст., Біблія 1908 р., похвальні листи земських училищ 1904, 1910, 1915 р., учнівський пропис 1914 р., вексель на 60 карбованців 1914 р., тульський самовар кін. XIX ст., мідні монети III—IV ст., частина козацького поясу з дарчим написом кін. XIX ст..
Музей є не тільки тим місцем, де зберігаються музейні експонати, а культурно-просвітницьким центром міста. Також у музеї проводяться наукові конференції, семінари, круглі столи, уроки пам'яті. Доброю традицією є проведення свят народного календаря. В полі зору працівників музею творча молодь: юні художники та майстри декоративно-ужиткового мистецтва, вироби яких експонуються в музеї. Покровський історичний музей неодноразово був переможцем обласного конкурсу на найкращу музейну виставку. У 2005 році музей став лауреатом та переможцем Першого Всеукраїнського музейного фестивалю «Музей третього тисячоліття» в номінації «Музейний фільм», за фільм «Миттєвості століття минулого» (про фотографа-аматора М. М. Залізняка), а у 2007 році — переможцем обласного конкурсу «Малодосліджені сторінки історії краю: Історія Православної Церкви» в номінації науково-просвітницька та виставкова діяльність.
Згідно з Указом Президента України №64/2022 Про введення воєнного стану в Україні, Указом Президента України №133/2022 від 14.03.2022 «Про продовження строку дії воєнного стану в Україні», Постановою КМУ «Про затвердження Порядку проведення евакуації у разі загрози виникнення або виникнення надзвичайних ситуацій» від 30.10.2013р. №841, Постановою КМУ «Про затвердження Положення про Державний реєстр національного культурного надбання» від 12.08.1992р. №466, ЗУ «Про музей та музейну справу» від 29.06.1995р. №249 (зі змінами), приміщення музею зачинений для відвідувачів.